# کاپیز
کاپیز (Capiz) یکی از استان‌های کشور فیلیپین است. این استان بخشی از جزیره‌های ویسایا به شمار می‌رود.
مرکز این استان شهر روکساس است. جمعیت آن حدود ششصد و پنجاه هزار نفر است. مساحت این استان دو هزار و ششصد کیلومتر مربع است .